# Теби моја Долорес (филм)
„Теби моја Долорес” је југословенски кратки ТВ филм из 1980. године. Режирао га је Арса Милошевић а сценарио су написали Саша Божовић и Дарко Шиловић.

## Улоге
| Глумац       | Улога |
| ------------ | ----- |
| Ружица Сокић |       |